# Beat generation

Zleva doprava: Hal Chase, Jack Kerouac, Allen Ginsberg a William Burroughs (1944)

Beat generation [bít dženerejšn], česky též beatnici [bítnici] a beatová [bítová] generace, řidčeji též zbitá či blažená generace, bylo umělecké a literární hnutí mladých lidí v USA v 50. a počátku 60. let, kteří odmítali konvenční společnost, oceňovali svobodné sebevyjádření a upřednostňovali moderní jazz. Mezi hlavními autory spojené s hnutím byli Jack Kerouac, Allen Ginsberg a William S. Burroughs. Timothy Leary, americký psycholog a představitel kontrakultury, charakterizoval beat generaci následovně: „Cool jazz, hip bohémové, přitahováni buddhismem, neinklinují k technice.“
Beatnici se vyznačovali nonkonformním bohémským způsobem života, stavěli se do konfrontace s tradičním způsobem života a s tradiční literaturou. Pokoušeli se najít vlastní styl, ten se projevoval především v popisu svých životních zkušeností – toulání se po USA, happeningy, experimenty s drogami atp. Hned od počátku šlo spíše o sociologický jev než o literární událost. Publikace Kerouacova nejznámějšího díla Na cestě roku 1957 vyjádřila slovy naděje a touhy mládeže narozené těsně před druhou světovou válkou nebo během ní. Byli nadšeni změnami na obzoru: technologický a kulturní vývoj, uvolnění morálky a prolomení rasových a sociálních bariér. Byla to generace, která dokázala žít podle myšlenky uznávané už od dob Marca Aurelia: „Jediný čas, kterým žijeme, je přítomnost. A to je pouhý okamžik; všechno ostatní je minulost nebo nejisté.“
Z literárního hlediska není toho moc, co by sbližovalo autory beat generace. Všichni byli jedineční spisovatelé, odlišní jeden od druhého. Pouze jeden společný bod je však významný. Hlavní zásluhou beat generace byla její ohromující rozmanitost a různorodost. To bylo také znamením nové doby, charakterizované obecným odmítáním konformismu. V poezii se autoři soustředili na nalezení vztahu mezi autorem a čtenářem, proto začali svoji poezii veřejně recitovat, nejprve tak činili v různých barech, galeriích a kavárnách, poté i na velkých mítincích.
Autoři byli často ovlivněni orientálními náboženskými a filosofickými představami, které si většinou vykládali velmi volně, někdy i upravovali k obrazu svému. Nejoblíbenějším se stal zen-buddhismus. Dalším výrazným prvkem, který ovlivnil a inspiroval tyto autory, především básníky, byl jazz. Jazzovou hudbou byla často doprovázena i jejich veřejná vystoupení.

## Historie

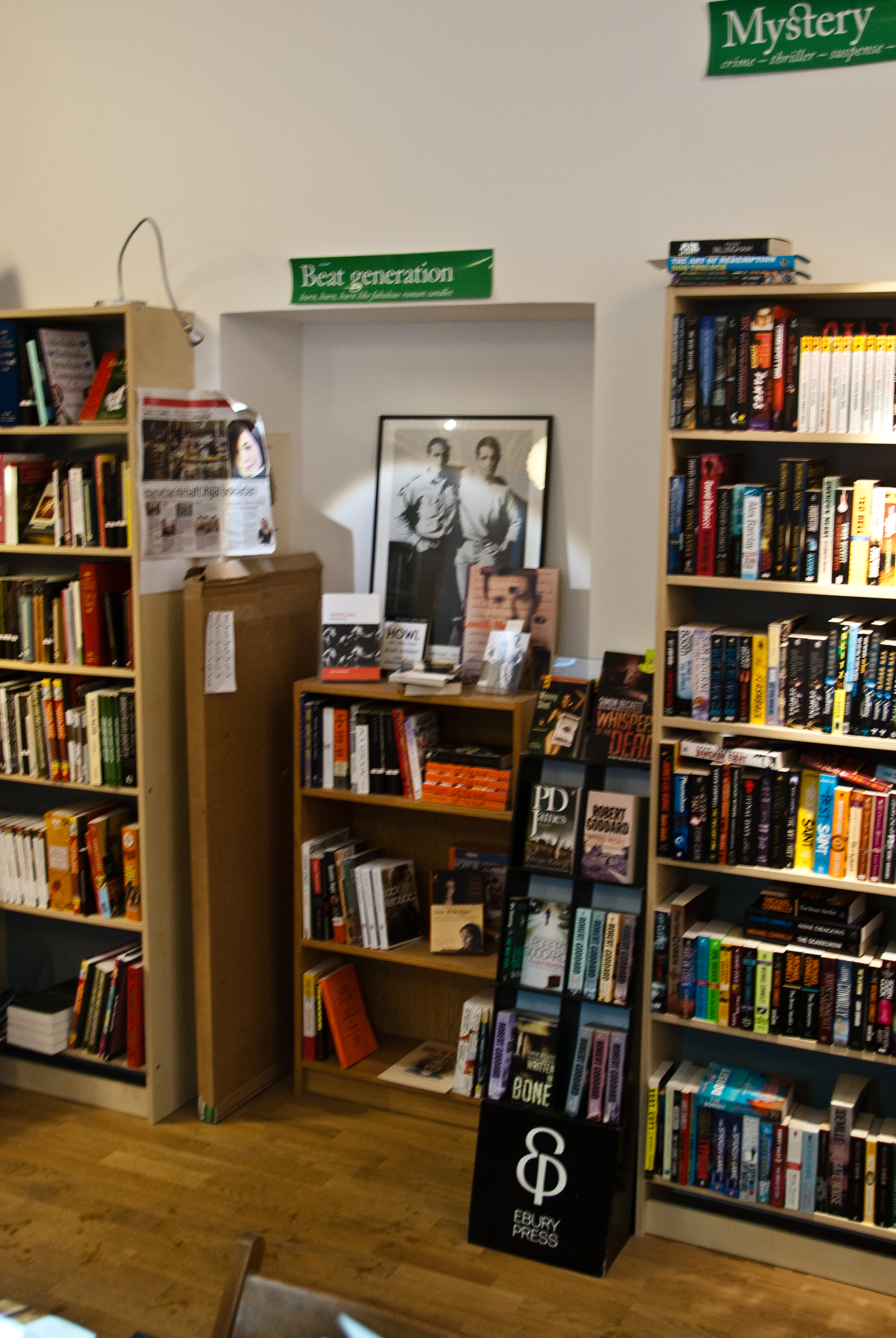
Sekce stockholmského knihkupectví věnovaná beatnické generaci

Pojem „beat“ pochází od Herberta Hunckeho, který toto slovo používal pro stav, v jakém se nacházel v období své drogové závislosti – znamenalo zbitý, zničený, unavený, vyčerpaný.
V jakém významu ho používali autoři této literatury je nejasné a jejich výklady se často nejen liší, ale někdy si i protiřečí, často se setkáme s výkladem, že slovo „beat“ souvisí s výrazy typu „beatify“ – blažený, atp. Ale např. Lawrence Ferlinghetti tvrdil, že slovo „beat“ může znamenat i hlučný.
Název celého hnutí je spojen se jménem John Clellon Holmes, který roku 1952 vydal román s beatnickou tematikou – Go – překládáno jako Jde se, Běž, Jeď. Ten měl totiž v rukopisné verzi název The Beat Generation (titul navrhl Jack Kerouac, jehož inspirovalo Hunckeho časté ulevování si: „I'm beat“).
Hlavní představitelé této skupiny se osobně znali již od 40. let, kdy společně studovali, vedli velice nekonvenční život, kdy experimentovali se sexem, drogami a hledali nové metody psaní. Tito lidé se počátkem 50. let přesunuli do kalifornského města San Francisco, kde se usadili v bohémské čtvrti North Beach. Toto město se tak stalo centrem hnutí.
Jejich tvorba často vedla ke čtivému popisu jejich zážitků z doby, kdy se pohybovali na hranici alkoholismu a drogové závislosti. To samozřejmě znamenalo, že z počátku byla často považována za nemravnou, někteří autoři dokonce nemohli být vydáváni v USA (např. Henry Miller).
V roce 1956 byl vsazen do sanfranciského vězení básník a nakladatel Lawrence Ferlinghetti za to, že ve svém nakladatelství vydal Ginsbergovu sbírku básní Kvílení, neboť dle tvrzení žaloby se nejednalo o umění, ale pouze o urážení a propagaci drog a alkoholu. V tomto medializovaném procesu beatnickou kulturu zastupoval jazzový hudebník a básník Kenneth Rexroth. Soud rozhodl, že tvorba beatníků má svoji uměleckou hodnotu, a jde tudíž o umělecké vyjádření skutečnosti, proto jejich díla nesmějí být nijak diskriminována. To samozřejmě vedlo k obrovskému rozvoji této literatury, neboť mohla být vydána i díla, která doposud v USA vyjít nesměla. Nejednalo se sice o velký počet děl, ale některá z těchto děl lze považovat za, z hlediska beatniků, velmi významná. Navíc soudem došlo k jejich obrovské popularizaci.

## Význam beat generation
Tento literární směr se týkal víceméně pouze USA, ačkoliv s jistým zpožděním zasáhl v menší míře i Evropu. Tato literatura výrazně přispěla ke vzniku hnutí hippies. Ovlivnila myšlení mnoha mladých lidí a posunula jejich vnímání na určitou dobu doleva,[zdroj?] což ve svých důsledcích vedlo ke skutečně masovému hnutí.
Je možné uvést, že zavedli do literatury zcela nové prvky a nový pohled na svět, který umožnil najít nové způsoby vyjádření. Lze říci, že na přelomu 20. a 21. století se tato literatura pozvolna stala klasikou, ze které vychází mnoho děl nemajících s původními myšlenkami beatniků nic společného. Beatnici znovuobjevili naléhavý a vášnivý způsob zpovědi, který jejich současníky šokoval. Čerpali ze svých životů s brutální a nic neskrývající upřímností. Odmítli kompromis mezi intuitivním hledáním pravdy a etickými pravidly.

## Filosofie

### Sexualita
Jeden z klíčových bodů beat generace bylo sexuální osvobození, které se odchýlilo od křesťanských ideálů v té době americké kultury. Někteří spisovatelé beatu byli otevřeně gayové nebo bisexuálové, včetně dvou nejvýznamnějších (Ginsberg a Burroughs). Allen Ginsberg se vyjádřil ke své sexualitě následovně: „Ano, věděl jsem velice brzy, že jsem homosexuál. Neuměl jsem to pojmenovat, dokud mi nebylo dvanáct let a nečetl jsem Krafft-Ebinga“. Na otázku v čem je rozdíl milovat se se ženou a s mužem odpověděl, že je to záležitost preferencí. Mohl by se přinutit si vzít nějakou ženu, ale nemyslí si, že by ji to činilo šťastnou.
Styl psaní beatniků (členů beat generace) je často považováno za sexuální experimentování, precedens sexuálních revolucí volné lásky, k nimž došlo v 60. letech, ať už vyjádřených v Ginsbergových výslovných odkazech na homosexualitu nebo v tendenci Jacka Kerouaca dát svým hlavním postavám více sexuálních partnerů.
Memoár Diane di Primy Memoirs of a Beatnik (1969) líčí členy beatu jako příznivce volné lásky a sexu. Sexuální preference člověka prý neukazují na jeho etické volby; sexualita je spíše oslavována jako plynulý koncept, který je vždy spojen s politickým nebo společenským komentářem.

### Drogy
Spisovatelé beat generace byli známí svým užíváním drog. William S. Burroughs byl notoricky známý svou závislostí na heroinu, jeho knihy (včetně Feťáka) byly plné odkazů na nelegální drogy všeho druhu. Kerouacův příběh Na cestě šokoval čtenáře svým vyobrazením bohémského života (plného kouření marihuany). Allen Ginsberg k rozšíření své mysli používal marihuanu a LSD. Považoval marihuanu za užitečnou, protože slibuje mírnou změnu vnímání, dovolila mu rovněž zavádět do jazyka jeho tvorby nové odstíny. LSD, dle Ginsberga, má osvobozující účinek, zbavuje ho individuálního a omezeného vidění světa, vize podmíněné věcmi, politikou, kulturou, technologiemi, pokrokem atd.
Často přistupovali k drogám experimentálně, zpočátku nebyli obeznámeni s jejich účinky. Jejich užívání drog bylo široce inspirováno intelektuálním zájmem a mnoho autorů beatu si myslelo, že jejich zkušenosti s drogami zlepšily kreativitu, vhled nebo produktivitu; droga se stala svátostí, inspirací pro nový, spontánní způsob psaní, který odpálil mysl bez konvencí a sdělil surový fyzický a emocionální zážitek.

### Náboženství
Spisovatelé beat generace byli v době 50. let v USA mezi menšinou hledačů, kteří usilovali o alternativní formy duchovna, aby doplnili existenciální touhu, se kterou se setkali ve svém životě. Mnoho beatniků inklinovalo k buddhismu. Buddhismus, i když byl daleko od amerického hlavního proudu, nabídl každému spisovateli způsob, jak se znovu připojit ke ztracenému pocitu duchovní výživy, kterou jejich tradice a kultura neposkytovala. Každý spisovatel sledoval svou vlastní cestu v rámci buddhistické filozofie a v důsledku svého zkoumání dospěl na jiné místo. Pro Kerouaca byl buddhismus citově přístupnější než křesťanství, zejména pro Buddhovo tvrzení, že život je jen utrpení. Nemusel se proto dál vinit a vyčítat si, že je hříšný.
Básník Allen Ginsberg sám každý den meditoval před malým oltáříkem u sebe v pokoji. V rozhovoru s Jean-François Duvalem prohlásil, že je sám buddhistou. O buddhismus měl velký zájem už od padesátých let, ale začal ho praktikovat až po roce 1970. Meditoval každý den, pronášel mantry a věnoval se vizualizacím. Na otázku se kterými básníky minulosti mentálně konverzuje, Ginsberg mimo jiné zmínil Chögyama Trungpae, tibetského lámu.

### Hudba
Jazzová hudba, která je jednak s formováním hnutí, jednak s jeho názvem úzce spjata, hrála velkou roli v beat generaci. Stala se hudebním doprovodem a ztělesněním jejich životního stylu na konci 40. a počátku 50. let; dokonce se stala modelem, který napodobili při psaní svých nejslavnějších děl Na cestě a Kvílení. Konkrétně to byl dobrodružný zvuk bebopu, který se vyvinul na počátku a v polovině 40. let z éry swingu předchozího desetiletí, který zachytil představivost beatových autorů a jejich následovníků.
V jazzu slyšeli beatnici překvapivou novou uměleckou formu zrozenou z inovací a svobody, praktikovanou převážně umělci považovanými za žijícími na okraji společnosti a často zapojenými do zločinu a drog. Beat básníci Lawrence Ferlinghetti a Kenneth Rexroth často integrovali živý jazz do svých čtení. O beat generaci bylo známo, že často chodili do suterénních jazzových klubů a absorbovali improvizační duch hudebníků, kteří tam vystupovali.
Stylistické paralely mezi jazzem a beaty jsou jasné – poezie proudu vědomí zrcadlená volně improvizovanými sóly, vášnivými prózami, jako jsou extatické melodické linie Charlieho Parkera na saxofonu. Autoři a básníci beatu chtěli, aby jejich poezie a próza měly podobný hudební jazyk, rytmické cítění a plynulost jako to, co slyšeli v moderním jazzu.